# Кодла-фьорд (Фахсафлоуи)
Кодла-фьорд (исл. Kollafjörður, исландское произношение: [ˈkɔtl̥aˌfjœrðʏr̥] (слушать)о файле) — фьорд на западе Исландии в регионе Хёвюдборгарсвайдид.

## Физико-географическая характеристика
Кодла-фьорд расположен в западной части Исландии в регионе Сюдюрнес на северо-востоке полуострова Рейкьянес. Является юго-восточным рукавом залива (фьордового комплекса) Фахсафлоуи. Соседние фьорды это Хваль-фьорд на севере и Скерья-фьорд на юге.
Фьорд имеет площадь около 90 км² и является достаточно широким, но неглубоким; его максимальная длина 13 км, а ширина в самом широком месте — около 11 км. Устье фьорда слева обозначено островком Гроутта (исл. Grótta) возле западной оконечности полуострова Сельтьяднарнес, а справа безымянной скалой у западной оконечности полуострова Кьяларнес (исл. Kjalarnes) у подножия горы Эсья.
Из относительно крупных заливов и бухт, расположенных в Кодла-фьорде, можно назвать заливы Эйдивик (исл. Eiðivík), Рейкьявик (исл. Reykjavík) и Эйдисвик (исл. Eiðisvík) в его южной части и заливы Ховсвик (исл. Hofsvík) и Дьюпавик (исл. Djúpavík) в северной, а также бухты Эдлидааурвогюр (исл. Elliðaárvogur), Граварвогюр (исл. Grafarvogur) и Лейрювогюр (исл. Leiruvogur). Во фьорд впадают небольшие реки Эдлидаау, Лейрвогсау и Ульварсау.
В Кодла-фьорде расположены несколько относительно крупных островов — Видей (1,7 км²), Тедней (0,45 км²), Эйнгей (0,4 км²), Люндей (0,04 км²), Акюрей (0,12 км²), кроме этого множество мелких островков и шхер. Острова Кодла-фьорда внесены в Реестр природного наследия.
У фьорда расположены три исландских общины столичного региона Хёвюдборгарсвайдид — Сельтьяднарнесбайр (город Сельтьяднарнес), Рейкьявикюрборг (города Рейкьявик и Кьяларнес) и Мосфедльсбайр (город Мосфедльсбайр).

## Хозяйственное использование
Кодла-фьорд в Фахсафлоуи впервые упоминается в Саге о жителях Кьяларнеса (исл. Kjalnesinga saga), сюжет которой касается исторической эпохи с девятого до одиннадцатого веков. В саге говорится о нескольких поселениях на берегу фьорда, а также о торговом порте в проливе Теднейярсюнд между полуостровом Аульфснес и островом Тедней.
В дальнейшем история Кодла-фьорда и его хозяйственно использования была тесно связана с историей прибрежных поселений — будущих городов столичного региона Рейкьявика, Кьяларнеса, Сельтьяднарнес и Мосфедльсбайра.
С 1961 года в глубине фьорда, в долине возле горы Эсья, работает Государственное лесное хозяйство, а с 1974 года Государственная лососевая ферма. На берегу фьорда расположено два океанических порта — старый порт недалеко от центра Рейкьявика, который в основном используется рыбаками и круизными компаниями, и новый порт Сюндахёбн на Лёйгарнес, крупнейший грузовой порт в стране. Есть также несколько причалов и маяков. С 1952 года во фьорде работает крупнейшая дноуглубительная компания Исландии.

## Галерея

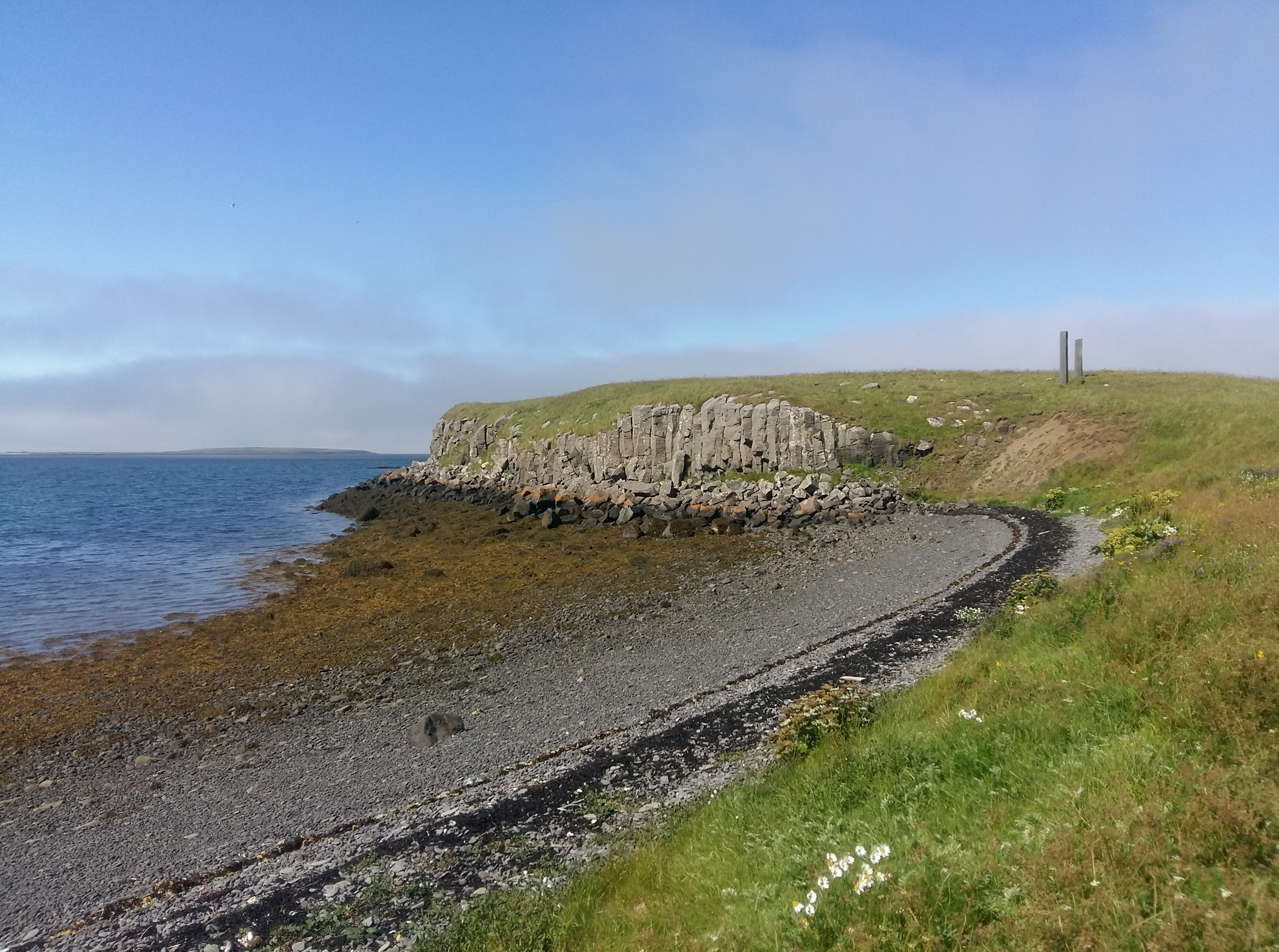
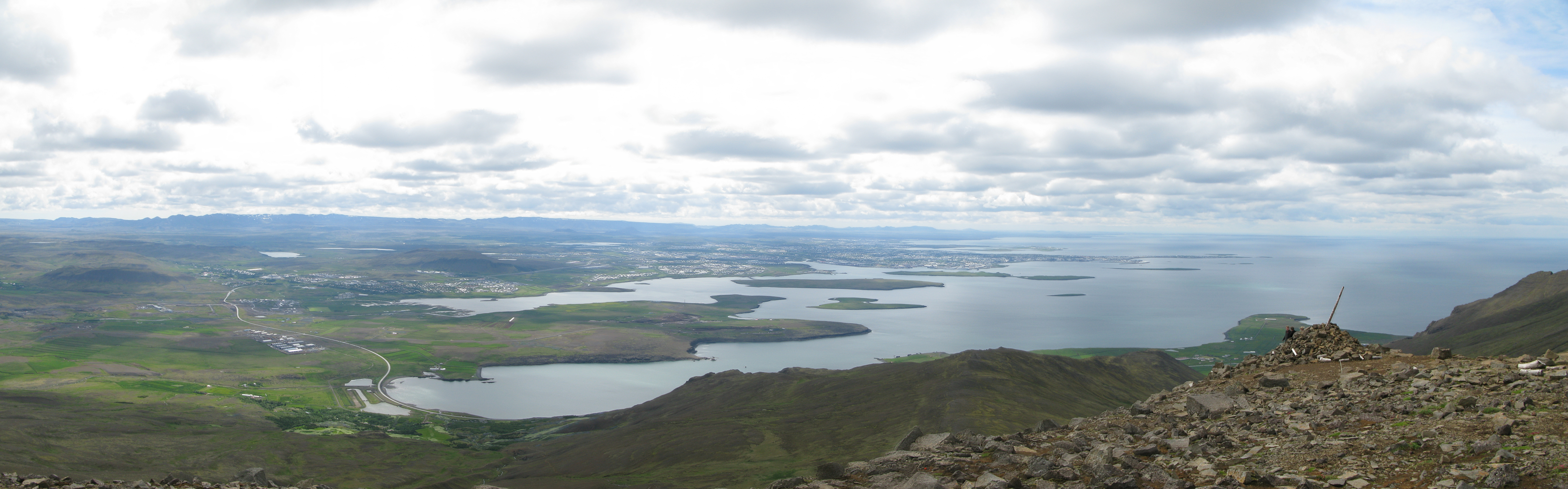
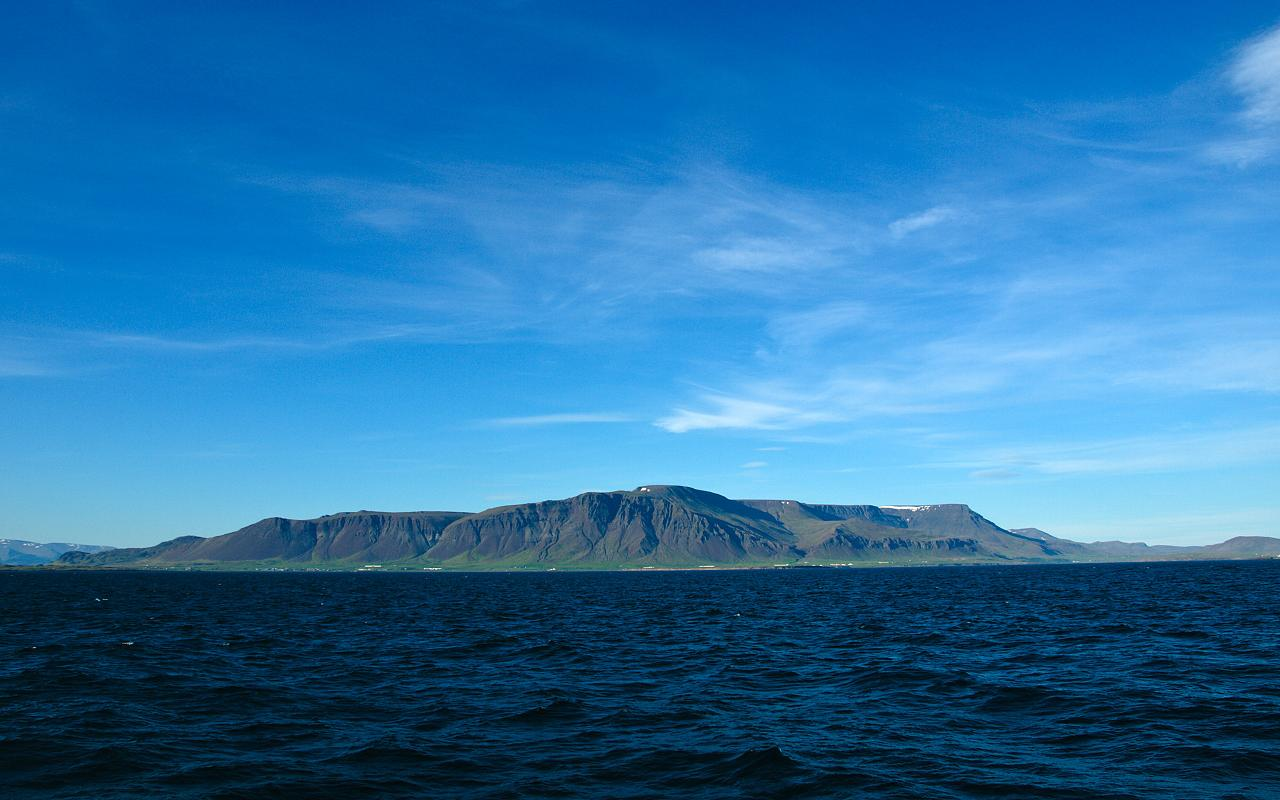